# Juan Giménez (artysta)
Juan Giménez, właśc. Juan Antonio Giménez López (ur. 16 listopada 1943 w Mendozie, zm. 2 kwietnia 2020 tamże) – argentyński twórca komiksów z gatunku science fiction oraz space opera. 

## Życiorys
Współpracownik magazynów Métal Hurlant i Heavy Metal. Autor m.in. wydanych w Polsce komiksów: Kwestia czasu (wydawanego na łamach czasopisma „Komiks – Fantastyka”), Czwarta siła (Egmont Polska), Kasta Metabaronów (Egmont Polska, Scream Comics), Leo Roa (Scream Comics).
Zmarł 2 kwietnia 2020 na skutek choroby COVID-19.